# غاريث بابر
غاريث بابر (بالإنجليزية: Gareth Baber)‏ هو لاعب اتحاد الرغبي بريطاني، ولد في 23 مايو 1972 في كارديف في المملكة المتحدة.